# Indiana Jones och de fördömdas tempel
Indiana Jones och de fördömdas tempel (originaltitel: Indiana Jones and the Temple of Doom) är en amerikansk äventyrsfilm från 1984, regisserad av Steven Spielberg. Det är den andra filmen om Indiana Jones äventyr.

## Handling
Året är 1935, ett år före händelserna i Jakten på den försvunna skatten. Arkeologen Indiana "Indy" Jones flyr med flygplan från ett våldsamt slagsmål på en nattklubb mot ett gäng som kontrolleras av Lao Che (Roy Chiao), en chef i Shanghais undre värld. Han får med sig sin 11-årige kumpan Short Round (Jonathan Ke Quan) och en av nattklubbens sångerskor, Willie Scott (Kate Capshaw). Flygplanet visar sig emellertid tillhöra Lao Che och piloterna överger flygplanet och de tvingas kraschlanda i Indiens regnskog. Indy upptäcker där byn Mayapore, där alla barn blivit bortrövade av onda krafter från det närliggande Pankot Palace och bestämmer sig för att utreda saken. Byborna är övertygade om att Indy har sänts till dem av Shiva för att återbörda barnen och byns heliga Shivalingasten som stulits från dess altare.
De reser till Pankot där de hälsas hjärtligt välkomna av Chattar Lal (Roshan Seth), palatsets premiärminister. Besökarna stannar för natten efter en spektakulär men grotesk bankett arrangerad av den unge maharadjan, Zalim Singh (Raj Singh); bland annat bjuds gästerna på rätten aphjärna. Lal avfärdar Indys frågor om den gamla onda kulten av Thuggees.
Senare under natten attackeras Indy av en lönnmördare, men lyckas oskadliggöra denne. Indy förstår att något är fel, och efter diverse turer befinner sig de tre i ett underjordiskt tunnelsystem där de till slut ser en ritual där Thuggeeskulten sänker en person i lava för att tillfredsställa gudinnan Kali med offer. De får reda på att kulten, med Mola Ram (Amrish Puri) i spetsen, har tre av de fem Sankarastenarna, och använder bortrövade barn som slavarbetare i gruvor där de andra två stenarna ska finnas.
Det visar sig att även den unge maharadjan är medlem i kulten. Indy fängslas och blir, när Mola Ram tvingar honom att dricka Kalis svarta blod, en anhängare, men fritas av Short Round precis när Lal (som även han är anhängare av kulten) ska få Indy att offra Willie. Efter en jakt i små rälsvagnar genom gruvgångarna lyckas de tre fly templet med de tre Sankarastenarna. Mola Ram och hans anhängare fångar dem emellertid på en bro av rep och plank. Under efterföljande slagsmål förmår Indy de tre stenarna att glöda av hetta och de faller ner i floden under bron, förutom en sten som han lyckas fånga. Mola Ram faller ner i floden och attackeras av krokodiler. 
Indy återvänder till Mayapore och lämnar tillbaka den saknade stenen.

## Om filmen
Filmen hade biopremiär i USA den 23 maj 1984 och i Sverige den 13 juli 1984. Filmen har visats i SVT, bland annat 1992, 1993 och i april 2019 samt i TV6 i januari 2021, i TV12 i september 2023 och på TV4 23 mars 2024.

## Roller i urval
| Harrison Ford    | – Indiana "Indy" Jones  |
| Kate Capshaw     | – Willie Scott          |
| Jonathan Ke Quan | – Short Round           |
| Amrish Puri      | – Mola Ram              |
| Roshan Seth      | – Chattar Lal           |
| Philip Stone     | – Kapten Blumburtt      |
| Roy Chiao        | – Lao Che               |
| Raj Singh        | – Maharadja Zalim Singh |

## Nomineringar och priser
| År   | Pris   | Resultat  | Kategori              |
| ---- | ------ | --------- | --------------------- |
| 1985 | Oscars | Vann      | Bästa specialeffekter |
| 1985 | Oscars | Nominerad | Bästa filmmusik       |